# Riam: Nữ quái nổi loạn
Riam: Nữ quái nổi loạn (tên gốc tiếng Thái: อีเรียมซิ่ง, còn được biết đến với tên tiếng Anh: E-Riam Sing) là một bộ phim hài hước Thái Lan năm 2020 do đạo diễn Prueksa Amaruji và hãng M Pictures phát hành. Phim có sự tham gia của Ranee Campen.
Phim ban đầu sẽ chiếu rạp vào ngày 8 tháng 4 năm 2020 tuy nhiên do đại dịch Covid-19 nên dời sang tháng 11 năm 2020. Đây cũng là phim cuối cùng của diễn viên hài Paitoon Pumrat, khi ông mắc bệnh ung thư phổi qua đời cuối 2020 và Khom Chuanchuen, mắc Covid-19 tử vong ngày 30 tháng 4 năm 2021.

## Nội dung
Phim xoay quanh cô nàng Riam (Bella) sống ở ngôi làng Bangnamgroi. Cô rất ghen tị với chị gái mình là Ram (Pat) vì chị gái cô xinh đẹp, dịu dàng và giỏi trong mọi việc. Người dân trong làng luôn so sánh Riam và Ram khiến Riam càng khó chịu hơn. Vì vậy, Riam thường đi chơi và tập luyện võ thuật cùng những anh bạn khác như Sorn, Toh và Moh. Một ngày nọ, một tên giang hồ có biệt danh Răng Đỏ đã đến và bắt cóc Ram và đe dọa ngôi làng yên bình này. Riam liền lập kế hoạch giải cứu Ram và dân làng. Liệu Riam có thành công trong kế hoạch này?

## Diễn viên
- Ranee Campen vai Riam
- Napapa Thantrakul vai Ram
- Pramote Pathan
- Khom Chuanchuen vai Sorn
- Paitoon Pumrat vai Toh
- Ball Chernyim vai Mor
- Dearis Doll vai Fuk Taung
- Chanakan Poonsiriwong vai Kem
- Sukollawat Kanarot vai Kla